# 安德鲁·埃利斯
安德鲁·埃利斯（英語：Andrew Ellis，1987年1月21日—），出生於英國英格蘭利兹，英格蘭男子羽毛球運動員，擅長雙打項目。

## 簡歷
安德鲁·埃利斯在12歲時開始接觸羽毛球運動，起初因在學校留堂所以才打球，但很快就被老師發現到他的才能，進而接受更專業的訓練。
2012年，埃利斯參加在卡爾斯克魯納舉行的歐洲羽毛球錦標賽，夥拍克里斯·爱德考克躋身男雙比賽四強。
2013年8月，埃利斯參加中國廣州舉行的世界羽毛球錦標賽，與克里斯·爱德考克出戰男子雙打項目，首圈以2-0淘汰荷蘭組合晉級，但在第二圈就以1比2（11-21、21-17、8-21）不敵9號種子、中國的柴飚/张楠出局。

## 主要比賽成績
只列出曾進入準決賽的國際賽事成績：
| 年份   | 賽事                     | 公開賽級別 | 項目     | 拍檔              | 成績   |
| ------ | ------------------------ | ---------- | -------- | ----------------- | ------ |
| 2008年 | 保加利亞羽毛球大獎賽     | 大獎賽     | 男子雙打 | 理查德·艾德斯泰特 | 準決賽 |
| 2008年 | 蘇格蘭羽毛球國際賽       | 國際挑戰賽 | 男子雙打 | 理查德·艾德斯泰特 | 冠軍   |
| 2009年 | 西班牙羽毛球公開賽       | 國際挑戰賽 | 男子雙打 | 理查德·艾德斯泰特 | 準決賽 |
| 2009年 | 碧特博格羽毛球大獎賽     | 大獎賽     | 男子雙打 | 克里斯·爱德考克   | 亞軍   |
| 2009年 | 比利時羽毛球國際賽       | 國際挑戰賽 | 男子雙打 | Dean George       | 準決賽 |
| 2009年 | 比利時羽毛球國際賽       | 國際挑戰賽 | 混合雙打 | Emma Mason        | 準決賽 |
| 2010年 | 奧地利羽毛球國際挑戰賽   | 國際挑戰賽 | 男子雙打 | Dean George       | 亞軍   |
| 2010年 | 荷蘭羽毛球國際賽         | 國際挑戰賽 | 男子雙打 | Dean George       | 準決賽 |
| 2010年 | 西班牙羽毛球公開賽       | 國際挑戰賽 | 男子雙打 | 克里斯·兰格瑞奇   | 準決賽 |
| 2010年 | 碧特博格羽毛球黃金大獎賽 | 黃金大獎賽 | 男子雙打 | 克里斯·兰格瑞奇   | 準決賽 |
| 2010年 | 蘇格蘭羽毛球國際賽       | 國際挑戰賽 | 男子雙打 | 克里斯·爱德考克   | 亞軍   |
| 2010年 | 愛爾蘭羽毛球國際賽       | 國際系列賽 | 男子雙打 | 克里斯·爱德考克   | 冠軍   |
| 2010年 | 意大利羽毛球國際賽       | 國際挑戰賽 | 男子雙打 | 克里斯·爱德考克   | 準決賽 |
| 2011年 | 碧特博格羽毛球黃金大獎賽 | 黃金大獎賽 | 男子雙打 | 克里斯·爱德考克   | 準決賽 |
| 2012年 | 波蘭羽毛球公開賽         | 國際系列賽 | 混合雙打 | 珍妮·沃尔沃克     | 準決賽 |
| 2012年 | 芬蘭羽毛球公開賽         | 國際挑戰賽 | 男子雙打 | 克里斯·爱德考克   | 準決賽 |
| 2012年 | 歐洲羽毛球錦標賽         | 其他       | 男子雙打 | 克里斯·爱德考克   | 季軍   |
| 2012年 | 碧特博格羽毛球黃金大獎賽 | 黃金大獎賽 | 男子雙打 | 克里斯·爱德考克   | 準決賽 |
| 2013年 | 歐洲羽毛球混合團體錦標賽 | 其他       | 混合團體 | －                | 準決賽 |
| 2013年 | 瑞士羽毛球黃金大獎賽     | 黃金大獎賽 | 男子雙打 | 克里斯·爱德考克   | 準決賽 |
| 2013年 | 泰國羽毛球黃金大獎賽     | 黃金大獎賽 | 男子雙打 | 克里斯·爱德考克   | 準決賽 |
| 2013年 | 香港羽毛球超級賽         | 超級賽     | 男子雙打 | 克里斯·爱德考克   | 準決賽 |
| 2014年 | 韓國羽毛球超級賽         | 超級賽     | 男子雙打 | 克里斯·爱德考克   | 準決賽 |
| 2014年 | 歐洲男子羽毛球團體錦標賽 | 其他       | 男子團體 | －                | 亞軍   |
| 2014年 | 歐洲羽毛球錦標賽         | 其他       | 男子雙打 | 克里斯·爱德考克   | 準決賽 |
| 2014年 | 英聯邦運動會羽毛球比賽   | 其他       | 混合團體 | －                | 銀牌   |
| 2014年 | 英聯邦運動會羽毛球比賽   | 其他       | 男子雙打 | 克里斯·爱德考克   | 第四名 |
| 2015年 | 奧地利羽毛球公開賽       | 國際挑戰賽 | 男子雙打 | 彼得·米尔斯       | 準決賽 |
| 2015年 | 歐洲羽毛球混合團體錦標賽 | 其他       | 混合團體 | －                | 亞軍   |
| 2015年 | 芬蘭羽毛球公開賽         | 國際挑戰賽 | 男子雙打 | 彼得·米尔斯       | 冠軍   |
| 2015年 | 荷蘭羽毛球大獎賽         | 大獎賽     | 男子雙打 | 彼得·米尔斯       | 準決賽 |
| 2015年 | 保加利亞羽毛球國際賽     | 國際挑戰賽 | 男子雙打 | 彼得·米尔斯       | 準決賽 |
| 2015年 | 蘇格蘭羽毛球大獎賽       | 大獎賽     | 男子雙打 | 彼得·米尔斯       | 亞軍   |
| 2015年 | 威爾斯羽毛球國際賽       | 國際挑戰賽 | 男子雙打 | 彼得·米尔斯       | 準決賽 |

| 2007-2017年 | 首要超級賽 | 超級賽 | 黃金大獎賽 | 大獎賽 | 國際挑戰賽 | 國際系列賽 | 未來系列賽 | 其他 |

| 2018-2026年 | 總決賽 | 超級1000賽 | 超級750賽 | 超級500賽 | 超級300賽 | 超級100賽 | 國際挑戰賽 | 國際系列賽 | 未來系列賽 | 其他 |

### 奧運會和世錦賽參賽紀錄
|          | 搭檔              | 2009 | 2010 | 2011 | 2012 | 2013 | 2014 | 2015 |
| -------- | ----------------- | ---- | ---- | ---- | ---- | ---- | ---- | ---- |
| 男子雙打 | 理查德·艾德斯泰特 | 48強 | －   | －   | －   | －   | －   | －   |
| 男子雙打 | 克里斯·爱德考克   | －   | －   | 32強 | －   | 32強 | 32強 | －   |
| 男子雙打 | 彼得·米尔斯       | －   | －   | －   | －   | －   | －   | 48強 |